# Roca Blanca (Lluçà)
La Roca Blanca és una muntanya de 723 metres que es troba al municipi de Lluçà, a la comarca catalana del Lluçanès.